# Rob Zepp
Robert „Rob“ Steffen Karl Zepp (* 7. September 1981 in Newmarket, Ontario) ist ein ehemaliger deutsch-kanadischer Eishockeytorwart, der bis zum Ende der Saison 2014/15 bei den Philadelphia Flyers unter Vertrag stand. Zepp erhielt im Frühjahr 2008 die deutsche Staatsangehörigkeit und spielte bis 2014 regelmäßig für die deutsche Nationalmannschaft.

## Karriere
Rob Zepp absolvierte in der Saison 1997/98 seine ersten 3 Spiele für die Newmarket Hurricanes. Danach schloss er sich für 3 Spielzeiten den Plymouth Whalers aus der OHL an. Im NHL Entry Draft 1999 wurde er an 99. Stelle in der vierten Runde von den Atlanta Thrashers gezogen. Ab der Saison 2001/02 spielte er für die Florida Everblades in der ECHL, erhielt bei den Thrashers aber keinen Vertrag für die NHL. So war er im NHL Entry Draft 2001 wieder verfügbar und wurde dieses Mal von den Carolina Hurricanes in der vierten Runde an Position 110 ausgewählt.

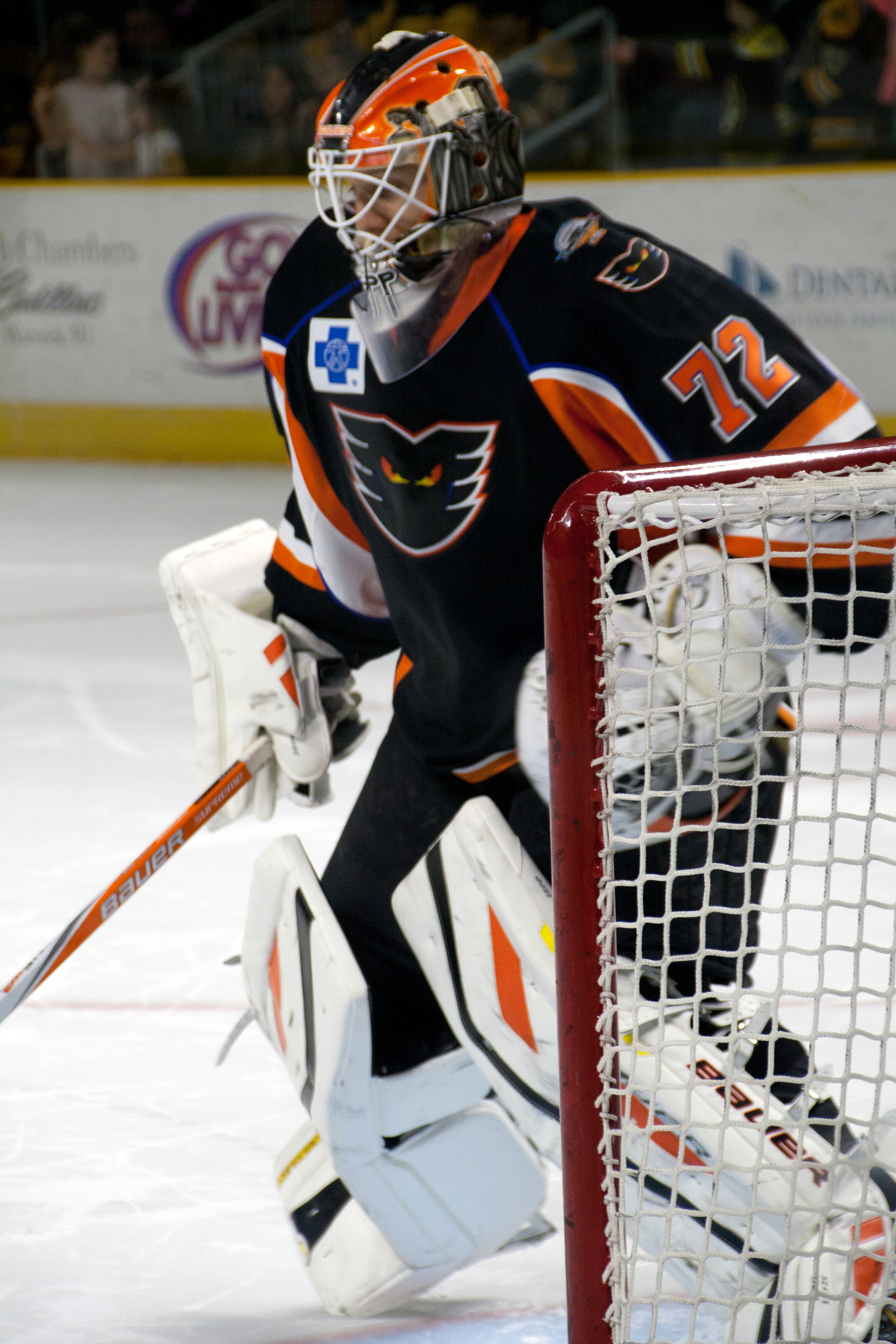
Rob Zepp (2015)

Auch für die kommenden zwei Jahre blieb er noch bei den Florida Everblades, bestritt aber auch einige Kurzeinsätze in der American Hockey League für die Lowell Lock Monsters, das Farmteam der Hurricanes.
In der Saison 2005/06 wechselte Rob Zepp nach Europa, in die finnische SM-liiga zu SaiPa Lappeenranta. Mit diesem Club schaffte er nach sechsjähriger Pause den Einzug in die Meisterschafts-Play-Offs. In der Saison 2006/07 kam er auch für SaPKo Savonlinna zum Einsatz. Seit der Saison 2007/08 spielte Rob Zepp für die Eisbären Berlin, mit denen er in der Folgezeit fünfmal die Deutsche Meisterschaft gewann.

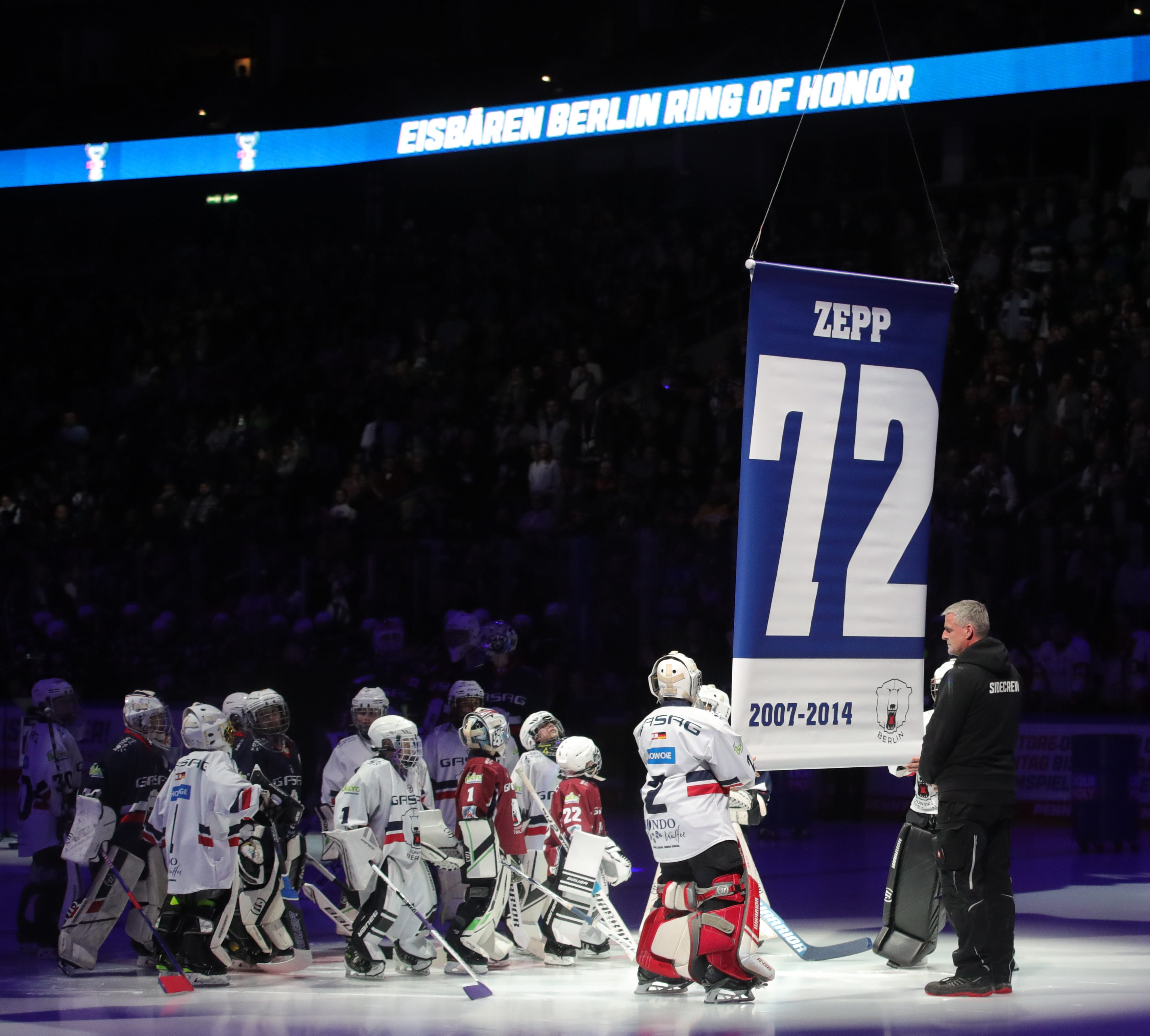
Zepps Trikot wird unter das Hallendach der Eisbären Berlin gezogen (Januar 2024)

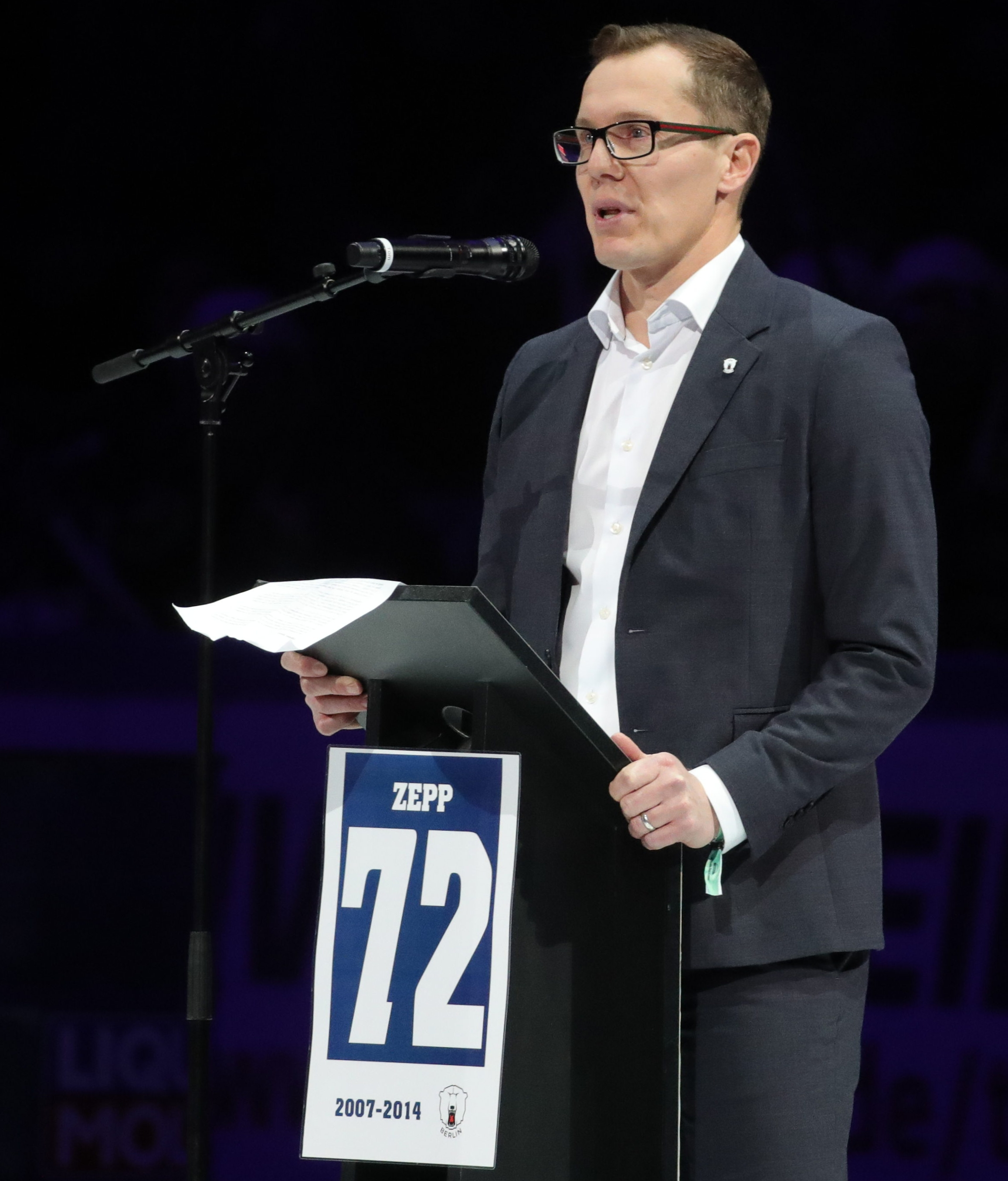
Rob Zepp bei der Ehrung im Januar 2024 in Berlin

Am 1. Juli 2014 nahmen die Philadelphia Flyers Zepp als Free Agent unter Vertrag, wobei er einen Zweiwegevertrag, der für die NHL und AHL gilt, über ein Jahr Laufzeit erhielt. Am 21. Dezember 2014 kam er im Spiel gegen die Winnipeg Jets zu seinem NHL-Debüt. Nach der Saison erhielt er keinen weiteren Vertrag in Philadelphia, eine Rückkehr in die DEL scheiterte an einer zu zahlenden Transferentschädigung von 100.000 Euro. Daher bereitete sich Zepp auf ein mögliches Karriereende vor. Seit dem 2. Januar 2024 wird seine Rückennummer #72 bei den Eisbären Berlin nicht mehr vergeben und sein Trikot mit der Nummer #72 unter das Dach der Spielstätte gehängt.

## Erfolge und Auszeichnungen
| - 1999 Bobby Smith Trophy - 1999 Dave Pinkney Trophy (gemeinsam mit Robert Holsinger) - 1999 CHL Scholastic Player of the Year - 2000 Dave Pinkney Trophy (gemeinsam mit Bill Ruggiero) - 2000 OHL Second All-Star Team - 2001 Dave Pinkney Trophy (gemeinsam mit Paul Drew) - 2001 OHL Second All-Star Team - 2008 Deutscher Meister mit den Eisbären Berlin - 2008 DEB-Pokal-Gewinn mit den Eisbären Berlin | - 2009 Deutscher Meister mit den Eisbären Berlin - 2009 Teilnahme am DEL All-Star Game - 2010 European-Trophy-Gewinn mit den Eisbären Berlin - 2010 Bester Torhüter der European Trophy - 2010 European Star Award - 2011 Deutscher Meister mit den Eisbären Berlin - 2012 Deutscher Meister mit den Eisbären Berlin - 2013 Deutscher Meister mit den Eisbären Berlin |

## Karrierestatistik
Stand: Ende der Saison 2014/15
(Legende zur Torhüterstatistik: GP oder Sp = Spiele insgesamt; W oder S = Siege; L oder N = Niederlagen; T oder U oder OT = Unentschieden oder Overtime- bzw. Shootout-Niederlage; Min. = Minuten; SOG oder SaT = Schüsse aufs Tor; GA oder GT = Gegentore; SO = Shutouts; GAA oder GTS = Gegentorschnitt; Sv% oder SVS% = Fangquote; EN = Empty Net Goal; 1 Play-downs/Relegation; Kursiv: Statistik nicht vollständig)